# Laura Codruța Kövesi

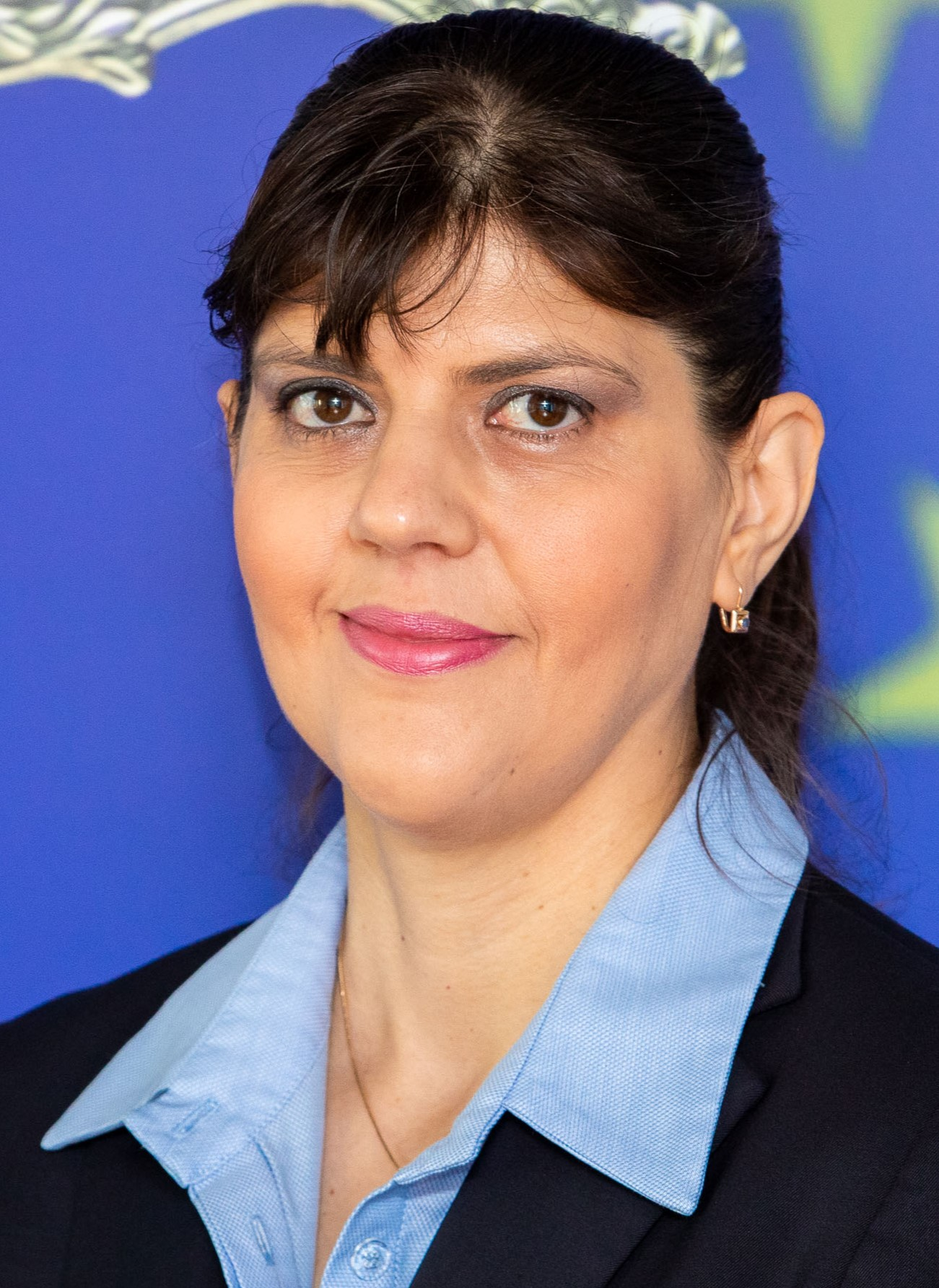
Laura Codruța Kövesi (2022)

Laura Codruța Kövesi (geboren am 15. Mai 1973 in Sfântu Gheorghe als Laura Codruța Lascu) ist eine rumänische Juristin. Von 2013 bis 2018 leitete sie die Nationale Antikorruptionsbehörde Rumäniens (Direcția Națională Anticorupție). Seit Anfang Juni 2021 leitet sie die neu ins Leben gerufene Europäische Staatsanwaltschaft.

## Werdegang

### Ausbildung
Laura Lascu studierte an der Babeș-Bolyai-Universität Cluj, der Lucian-Blaga-Universität in Sibiu und an der West-Universität in Timișoara. Ihr Hauptfach war Rechtswissenschaften, ihre Dissertation befasste sich mit dem Kampf gegen organisiertes Verbrechen.

### Aufstieg in der rumänischen Justiz

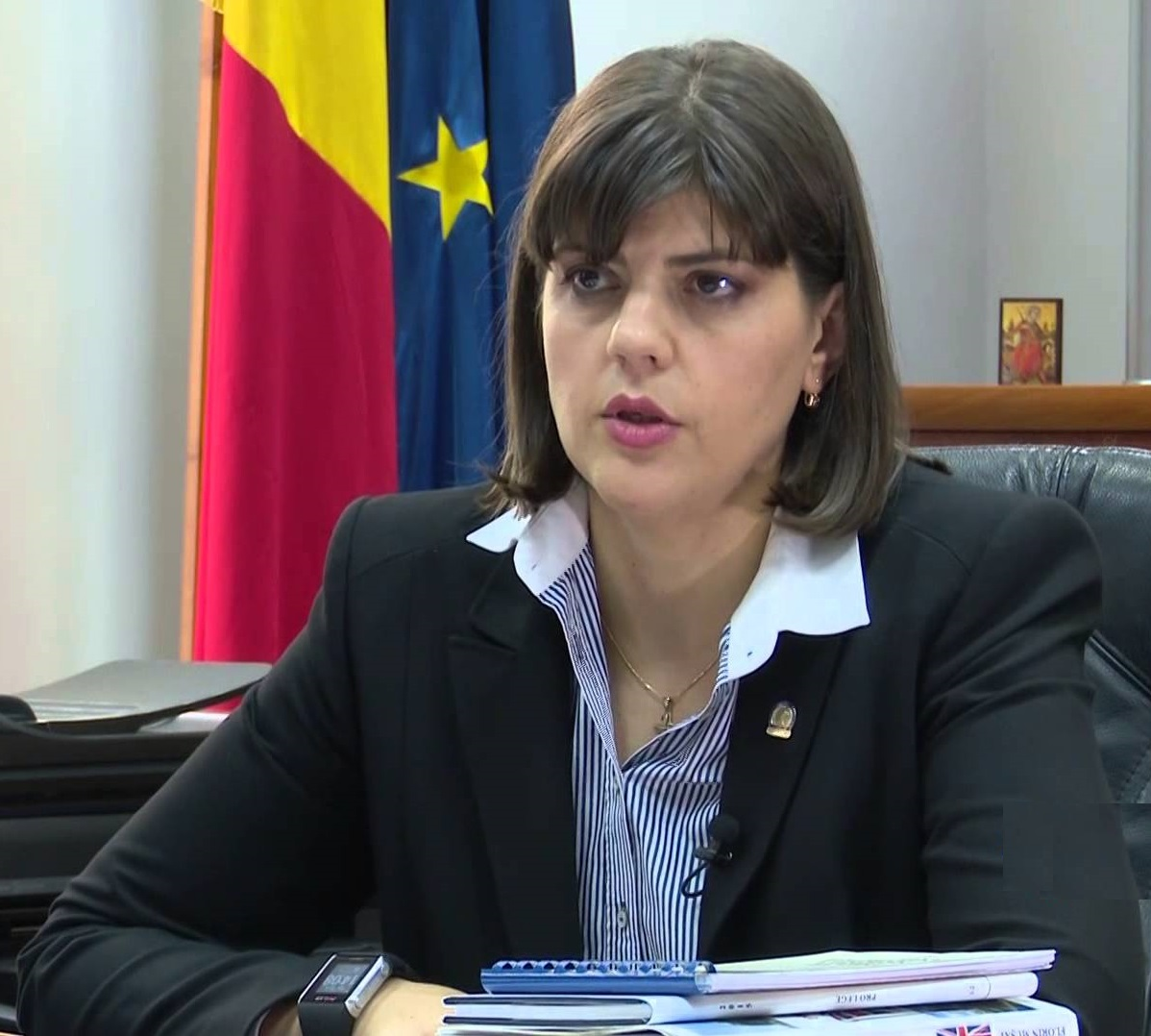
Laura Codruța Kövesi (2015)

Nach Abschluss ihres Studiums wechselte Kövesi in den Justizapparat ihres Landes und wurde Staatsanwältin in Sibiu. 2006 wurde sie mit 33 Jahren die jüngste und erste weibliche Generalstaatsanwältin am Obersten Gerichts- und Kassationshof Rumäniens. Im Mai 2013 übernahm Kövesi die Leitung der rumänischen Antikorruptionsbehörde. Als Chefin der Behörde brachte sie tausende Beamte und Politiker ihres Landes vor Gericht, darunter Abgeordnete, Minister und zwei ehemalige Premierminister, und viele davon ins Gefängnis. Dies brachte ihr ein Amtsenthebungsverfahren, eine Anklage wegen angeblicher Korruption und den Vorwurf ein, dem Ansehen des Landes zu schaden. Sie wurde freigesprochen. Dennoch wurde sie, am 9. Juli 2018, auf Anordnung des Justizministers Tudorel Toader trotz anfänglichen Widerstandes von Staatspräsident Klaus Johannis aus ihrer Funktion entlassen.

### Nominierung zur Europäischen Generalstaatsanwältin
Am 4. Februar 2019 wurde Kövesi von einem Auswahlausschuss, neben dem Franzosen Jean-François Bohnert und dem Deutschen Andrés Ritter, als Kandidatin für das Amt des neu geschaffenen Generalstaatsanwalts der Europäischen Staatsanwaltschaft vorgeschlagen. Der Ausschuss empfahl sie als bevorzugte Kandidatin. Auch die beiden beteiligten Ausschüsse des Europarlaments sprachen sich mehrheitlich für sie aus. Ende Februar 2019 nominierte sie der zuständige Ausschuss für bürgerliche Freiheiten des Europäischen Parlamentes als Kandidatin für das Amt. Die Justizminister der EU-Staaten bevorzugten hingegen Bohnert. Auch die rumänische Regierung sprach sich gegen sie aus. Am 19. September 2019 wurde bekannt, dass sich die Mehrheit der EU-Mitgliedsstaaten für Kövesi als Leiterin der künftigen EU-Staatsanwaltschaft ausgesprochen haben. Seit dem 1. Juni 2021 leitet sie die in der Stadt Luxemburg angesiedelte Behörde. Im Jahr 2024 eröffnete sie 2.666 Ermittlungsverfahren mit einem veranschlagten Gesamtschaden von 24,8 Milliarden Euro. Als EU-Generalstaatsanwältin erklärte sie davon überrascht zu sein, bei manchen Politikern in der internationalen Spitzenpolitik auf eine „Tendenz“ zu stoßen, „Probleme nicht anzugehen, wenn es sie gibt“ bzw. Probleme unter den Tisch zu kehren.

### Disziplinarverfahren gegen Kövesi
In ihrem Heimatland wurde unterdessen strafrechtlich gegen Kövesi ermittelt. Zwei Disziplinarverfahren gegen sie waren sowohl vom Justizrat als auch in letzter Instanz am 25. März 2019 vom Obersten Gericht des Landes verworfen worden. Zugleich wurden Ermittlungen gegen Kövesi wegen des Verdachts auf Korruption aufgenommen. Sie gehen auf Vorwürfe zurück, die der Unternehmer und ehemalige PSD-Parlamentsabgeordnete Sebastian Ghiță (Asesoft, România TV) gegen sie erhoben hatte, die aber bereits von der Generalstaatsanwaltschaft des Landes für haltlos befunden worden waren. Gleichwohl wurde gegen Kövesi am 28. März 2019 Anklage erhoben und es wurde ihr untersagt, das Land zu verlassen. Das Verfahren galt als politisch motiviert und von der rumänischen Regierung betrieben, um Kövesis Ernennung zur EU-Generalstaatsanwältin zu verhindern. Nachdem Kövesi gerichtlich gegen die verhängten Reise- und Freiheitsbeschränkungen vorgegangen war, wurden sie vom Obersten Gericht des Landes am 3. April 2019 aufgehoben.

## Privates
In ihrer Jugend war Kövesi Basketballerin. Sie war Mitglied des rumänischen Juniorennationalteams, das bei der Basketball-Europameisterschaft der Jugend 1989 im eigenen Land den zweiten Platz belegte. Sie war zwischen 2002 und 2007 mit dem Geschäftsmann Eduard Kövesi verheiratet.

## Auszeichnungen
Ihr wurden mehrere namhafte internationale Auszeichnungen zuteil, u. a. die Mitgliedschaft in der Ehrenlegion und der schwedische Nordstern-Orden im Jahr 2016.

## Veröffentlichung
- Combaterea crimei organizate prin dispoziţii de drept penal. Timișoara 2011 (rumänisch, wordpress.com [PDF; 3,1 MB] Doktorarbeit).

## Dokumentation
- Olga Chládková, Michael Grytz: Europas Korruptions-Jägerin. In: Europamagazin, WDR, Erstausstrahlung am 10. August 2025, Laufzeit: 28:31 min